# جریلدری
جریلدری (به انگلیسی: Jerilderie) یک شهرک در استرالیا است که در Jerilderie Shire واقع شده‌است.